# Gramercy Park (canção de Alicia Keys)
Gramercy Park é uma canção recordada pela cantora americana Alicia Keys para seu sétimo álbum de estúdio, Alicia (2020). 

## Composição
A musica relata um relacionamento desgastante, o qual faz o eu-lírico apagar sua identidade e se adequar ao seu parceiro. 
Foi escrita por Keys, James Napier, Sam Romans e produzida por Jimmy Napes e Keys.

## Recepção da Crítica
O portal The Sunday Times chamou de "adoráveis e flutuantes ritmos e texturas de soul clássico".

## Performances ao Vivo
Gramercy Park foi apresentada pela primeira vez no "Tiny Desk Concert" (uma série de vídeos onde grandes artistas fazem apresentações acústicas no escritório da empresa em Washington, nos Estados Unidos). Também foi performada no programa “The Late Show With James Corden” em 28 de Setembro de 2020, numa versão drive-in em um dueto com a cantora Bebe Rexha.